# مرجان فرشی دماغه
مرجان فرشی دماغه (نام علمی: Isozoanthus capensis) نام یک گونه از شاخه مرجانیان است.